# Conclave del 1378
Il conclave del 1378 venne convocato a seguito della morte di papa Gregorio XI e si concluse con l'elezione di papa Urbano VI.
È uno dei conclavi più discussi nella storia della Chiesa, che provocò lo scisma d'Occidente. E inoltre fu l'ultimo conclave in cui non venne eletto un cardinale.

## Il contesto storico
Il conclave del 1378 si inserisce in un contesto storico che vede la fine del periodo avignonese del papato; Gregorio XI, nel 1377, pressato da più parti, si era deciso a riportare la sede del papato da Avignone a Roma, dopo quasi 70 anni di presenza in Francia; il periodo avignonese aveva portato consecutivamente al soglio pontificio 7 papi francesi, più propensi a soddisfare gli interessi del re d'oltralpe che quelli della sede romana; quando ci fu da decidere il nuovo papa, il popolo romano, temendo che uno straniero riportasse la sede papale in Francia, fece sentire energicamente la sua voce, deciso ad avere un papa romano, o almeno italiano.
Inoltre la situazione politica vede, da una parte le lotte per il predominio in Europa, e dall'altra la guerra tra lo Stato Pontificio e Firenze: proprio nel momento dell'elezione del nuovo papa, erano in corso a Sarzana trattative di pace fra i due stati. La tensione, soprattutto ai confini, era alta.

## Cardinali presenti
Alla morte di Gregorio XI i cardinali elettori presenti a Roma erano 16, così suddivisi: 11 francesi, di cui 7 del limosino (il partito del defunto Gregorio XI), 4 italiani, ed uno spagnolo. Vien da sé che nel conclave si formarono tre gruppi distinti: quello dei limosini, quello dei francesi e quello degli italiani con lo spagnolo. Ognuno di questi gruppi voleva un papa appartenente al proprio schieramento, ma nessuno aveva la maggioranza dei 2/3 richiesta.

### Lista dei cardinali presenti alla elezione
| Nome                                    | Paese                 | Titolo                                                                                | Ruolo | Nascita  | Concistoro |
| --------------------------------------- | --------------------- | ------------------------------------------------------------------------------------- | --- | -------- | ---------- |
| Pietro Corsini                          | Repubblica di Firenze | Cardinale vescovo di Porto e Santa Rufina                                             | Vice-Decano del Collegio cardinalizio; Vescovo emerito di Firenze; Auditore del Sacro Palazzo Apostolico                                        | 1335     | 07/06/1370 |
| Jean de Cros                            | Regno di Francia      | Cardinale vescovo di Palestrina                                                       | Penitenziere Maggiore | 1315 ca. | 30/05/1371 |
| Francesco Tebaldeschi                   | Stato Pontificio      | Cardinale presbitero di Santa Sabina                                                  | Arciprete della Basilica Vaticana | 1299     | 22/09/1368 |
| Simon da Borsano                        | Signoria di Milano    | Cardinale presbitero dei Santi Giovanni e Paolo                                       | Arcivescovo emerito di Milano | 1310     | 20/12/1375 |
| Hugues de Montrelais                    | Regno di Francia      | Cardinale presbitero dei Santi Quattro Coronati                                       | Vescovo emerito di Saint-Brieuc; Cancelliere emerito della Bretagna                                                                             | 1315     | 20/12/1375 |
| Giacomo Orsini                          | Stato Pontificio      | Cardinale diacono di San Giorgio in Velabro                                           | Arcidiacono di Salisbury; Legato pontificio a Siena                                                                                             | 1340     | 30/05/1371 |
| Guillaume d'Aigrefeuille, O.S.B. Clun.  | Regno di Francia      | Cardinale presbitero di Santo Stefano al Monte Celio                                  | Camerlengo di Santa Romana Chiesa | 1339     | 10/05/1367 |
| Bertrand Lagier de Figeac, O.F.M.       | Regno di Francia      | Cardinale presbitero di Santa Cecilia                                                 | Vescovo emerito di Glandèves; Magister in Teologia                                                                                              | 1320     | 30/05/1371 |
| Robert de Genéve                        | Ginevra               | Cardinale presbitero dei Santi XII Apostoli; futuro antipapa Clemente VII             | Legato pontificio in Lombardia e Toscana | 1342     | 30/05/1371 |
| Guy de Malesec                          | Regno di Francia      | Cardinale presbitero di Santa Croce in Gerusalemme                                    | Arcivescovo emerito di Poitiers; Arcidiacono di Narbonne e Condroz                                                                              | 1340     | 20/12/1375 |
| Pierre de Sortenac                      | Regno di Francia      | Cardinale presbitero di San Lorenzo in Lucina                                         | Auditore della Sacra Rota Romana; Vescovo emerito di Viviers                                                                                    | 1325 ca. | 20/12/1375 |
| Gérard du Puy, O.S.B. Clun.             | Regno di Francia      | Cardinale presbitero di San Clemente                                                  | Governatore della provincia del Patrimonio di San Pietro; Abate ordinario di Marmoutier                                                         | 1327 ca. | 20/12/1375 |
| Pierre Flandrin                         | Regno di Francia      | Cardinale diacono di Sant'Eustachio                                                   | Vicario pontificio in Toscana | 1301     | 30/05/1371 |
| Guillaume Noellet                       | Regno di Francia      | Cardinale diacono di Sant'Angelo in Pescheria                                         | Legato pontificio a Bologna | 1340     | 30/05/1371 |
| Pedro Martínez de Luna y Pérez de Gotor | Regno d'Aragona       | Cardinale diacono di Santa Maria in Cosmedin; futuro Antipapa Benedetto XIII nel 1394 | Arcidiacono del capitolo cattedrale di Saragozza; Prevosto del capitolo cattedrale di Valencia                                                  | 1328     | 20/12/1375 |
| Pierre de la Vergne                     | Regno di Francia      | Cardinale diacono di Santa Maria in Via Lata                                          | Arcidiacono di Rouen; Auditore della Sacra Rota Romana; Cappellano Papale; Professore emerito di diritto canonico all'Università di Montpellier | 1330 ca. | 30/05/1371 |

### Assenti in conclave
| Nome                        | Paese            | Titolo                                               | Ruolo                                                                                               | Nascita  | Concistoro |
| --------------------------- | ---------------- | ---------------------------------------------------- | --------------------------------------------------------------------------------------------------- | -------- | ---------- |
| Gilles Aycelin de Montaigut | Regno di Francia | Cardinale vescovo di Frascati                        | Vescovo emerito di Thérouanne                                                                       |          | 17/09/1361 |
| Pierre de Monteruc          | Regno di Francia | Cardinale presbitero di Sant'Anastasia               | Vice-cancelliere di Santa Romana Chiesa                                                             |          | 23/12/1356 |
| Jean de Blandiac            | Regno di Francia | Cardinale vescovo di Sabina                          | Vescovo emerito di Nimes                                                                            |          | 17/09/1361 |
| Anglic de Grimoard          | Regno di Francia | Cardinale vescovo di Albano                          | Decano del Collegio cardinalizio; Arciprete della Basilica Lateranense; Vescovo emerito di Avignone | 1317 ca. | 18/09/1366 |
| Guillaume de Chanac         | Regno di Francia | Cardinale presbitero di San Vitale                   | Vescovo emerito di Mende                                                                            | 1320     | 30/05/1371 |
| Jean de La Grange           | Regno di Francia | Cardinale presbitero di San Marcello                 | Vescovo emerito di Amiens                                                                           | 1325 ca. | 20/12/1375 |
| Hugues de Saint-Martial     | Regno di Francia | Cardinale diacono di Santa Maria in Portico Octaviae | Arciprete della Basilica Vaticana                                                                   | 1326 ca. | 17/09/1361 |

## Il conclave
Gregorio XI moriva il 27 marzo 1378. I giorni successivi alla sua morte furono carichi di tensione. Il popolo romano era deciso a far valere le sue ragioni, al grido di: “Romano lo volemo o almanco italiano… Romano, lo volemo romano, se non che tutti vi occideremo” I cardinali, assicurati dalle garanzie date dalle grandi famiglie romane e dalle guardie pontificie, rifiutano di celebrare il conclave in castel Sant'Angelo, e si riuniscono la sera del 7 aprile 1378 nel palazzo Vaticano; una settantina di estranei romani viene mandata fuori con la forza.
La mattina dell'8 aprile, dopo la solenne messa dello Spirito Santo, inizia il conclave. Ma le grida minacciose del popolo impediscono di tenere il discorso di apertura, a tal punto che il cardinale Orsini è costretto ad affacciarsi alla finestra per calmare il popolo. La discussione tra i cardinali si protrae per tutta la mattinata, e nessuno è pronto ad accettare un cardinale della fazione opposta; è dal gruppo dei limosini che, ad un certo punto, viene fatto il nome dell'arcivescovo di Bari, Bartolomeo Prignano. Viene fatta perciò una prima votazione, e il Prignano riceve 15 voti su 16; a non votarlo è l'Orsini. Non essendo cardinale, viene chiamato, in tutta segretezza, nel conclave. Nel primo pomeriggio, raggiunto un momento di relativa calma, i cardinali, esclusi 3 francesi dilungatisi a tavola, ripetono la votazione: il Prignano riceve 12 voti su 13 (ancora non lo vota l'Orsini). Anche questa volta la maggioranza dei 2/3 è raggiunta. A questo punto l'Orsini si affaccia alla finestra, per informare il popolo dell'avvenuta elezione dell'arcivescovo di Bari: ma sembra che il popolo, invece di Bari, capisca Bar (che era il nome di un curiale, francese, di Gregorio XI), e, infuriato, assale il palazzo apostolico, vincendo la debole resistenza armata delle guardie pontificie. A questo punto i cardinali, vista la mal parata, inscenano una finta intronizzazione del Tebaldeschi, che il popolo prende per buona, e poi si danno alla fuga (4 fuggono fuori Roma, tra cui l'Orsini).
La mattina del 9 aprile il Prignano, per essere sicuro della sua elezione, richiama i 12 cardinali rimasti a Roma, i quali, chiusi in cappella, rifanno nuovamente l'elezione: unanime è la scelta del Prignano. Questi viene chiamato dentro, gli si comunica l'elezione, sceglie il nome di Urbano VI, ed infine viene comunicata l'elezione al popolo.
Fra il 10 e il 18 aprile l'Orsini e gli altri cardinali fuori Roma rendono omaggio al nuovo papa. Il 18 aprile si celebra la solenne incoronazione del nuovo pontefice. Ad Avignone, saputa la notizia dell'elezione, i cardinali là presenti affiggono a palazzo lo stemma del nuovo papa; in precedenza, il 14 aprile, Roberto di Ginevra aveva annunciato all'imperatore l'unanime elezione del Prignano.

## I fatti successivi
È difficile stabilire i motivi profondi e determinanti che hanno portato i cardinali a ribellarsi al papa. Di certo fin dall'inizio di maggio, emersero malumori, rancori, delusione per benefici non ottenuti e promesse non mantenute. Lo stesso nuovo pontefice mise del suo: noncurante delle ammonizioni di Caterina da Siena, Urbano VI manifestò ben presto un atteggiamento privo di equilibrio, non solo rimproverando ai cardinali il loro lusso, ma coprendoli più volte di vere ingiurie.
A fine giugno i cardinali francesi, con il De Luna, si stabiliscono ad Anagni, ed iniziano trattative per far desistere il papa. Il 16 luglio alcuni mercenari al soldo dei cardinali ribelli battono le truppe papali al ponte Salario, ed i cardinali italiani sono invitati a recarsi ad Anagni. Urbano VI, da Tivoli, fa sapere che non accetta le proposte dei ribelli, ossia l'abdicazione e l'elezione di uno o più coadiutori, perché era un modo per considerarlo incapace di governo. Sia in luglio che il 5 agosto i cardinali italiani propongono un concilio che i francesi rifiutano: questi infatti avevano già pubblicato, il 2 agosto, una loro storia dell'elezione del Prignano e chiedono al papa di abdicare perché incapace. Il 9 agosto, nella cattedrale di Anagni, i ribelli dichiarano Urbano VI scomunicato e invasore della cristianità: tale dichiarazione (la Urget nos Christi caritas) viene inviata a tutti i Principi, il 20 agosto.
Il 27 agosto Onorato I Caetani dà ospitalità a Fondi ai 12 cardinali ribelli. Il 15 settembre 3 cardinali italiani (eccetto il Tebaldeschi) cedono alle pressioni e si recano a Fondi, con la promessa che uno di loro sarebbe diventato papa. Ma il 12 settembre i francesi aveva già scelto Roberto di Ginevra, eletto canonicamente il 20 settembre, col nome di Clemente VII. È l'inizio dello scisma. Il 31 ottobre è incoronato alla presenza degli inviati della regina Giovanna di Napoli. Clemente inizialmente pensa di prendere Roma con la forza, ma dopo diverse sconfitte (Carpineto Romano e Marino), deve riparare prima a Napoli e poi ad Avignone. Nel frattempo le Nazioni iniziano a dividersi nelle due obbedienze.

## La discussione storiografica
Dal punto di vista storiografico, si è discusso e si discute tuttora sulla validità dell'elezione del Prignano: l'invalidità dell'elezione dell'arcivescovo di Bari è stato il motivo principale addotto dai cardinali per eleggere, successivamente, un nuovo papa. Il tutto può essere riassunto nelle domande: la votazione della mattina dell'8 aprile 1378, avvenuta sotto la minaccia del popolo, è libera, o il timore ha reso nulli i voti? Il timore incusso ai cardinali è stato tale da togliere quella libertà necessaria per esprimere un voto giuridicamente valido, oppure l'agitazione popolare ha affrettato una scelta, che rimane comunque canonicamente ed effettivamente libera? È una questione discussa, sulla quale gli studiosi non hanno ancora raggiunto una certezza storica.
La discussione storica verte su due punti essenziali:
1. la valutazione delle testimonianze storiche dell'epoca;
2. la valutazione dell'elezione in sé stessa.

Sul primo punto, la maggior parte degli storici è d'accordo nell'ammettere che, nei documenti datati prima dell'8 maggio 1378 (data dell'insorgere dei primi sintomi dello scisma), non vi sono elementi che mettano in dubbio la validità dell'elezione del Prignano: cioè nel primo mese di pontificato, Urbano VI era considerato papa legittimo. I documenti e le testimonianze posteriori a quella data invece iniziano a mostrare elementi che non solo mettono in dubbio la validità dell'elezione, ma sottolineano anche l'instabilità psichica del pontefice. Infine i documenti e le testimonianze successive allo scisma (20 settembre) sono largamente inficiate dal partito già preso. Il Fink conclude che, in base ai documenti, “nessuno allora aveva elementi sufficienti per giudicare con sicurezza chi fosse il legittimo papa”.
Circa la valutazione dell'elezione in sé stessa, le posizioni storiografiche non sono unanimi:
- per il Salembier, l'elezione è valida perché fatta nel timore, ma non per effetto del timore;
- l'elezione è oggettivamente invalida per la paura e la pressione esterna, ma la conferma del 9 aprile è certamente libera e quindi valida (così Prerovsky, Dykmans, Seidlmayer);
- per il Brandmüller tutti i documenti anteriori all'8 maggio non contengono il minimo dubbio sulla legittimità di Urbano e quindi sulla validità della sua elezione;
- per il Fois, il fatto di aver rifiutato di tenere il conclave in castel sant'Angelo mostra come i cardinali non si sentivano minacciati nella loro libertà; la libertà rimane, in quanto, pur se orientata su un italiano o un romano, la scelta era ancora ampia; perciò l'effetto della pressione esterna non determina la scelta della persona, ma ne accelera i tempi e porta all'esclusione di un candidato francese. Fois conclude che nessuno fu costretto a votare il Prignano: Orsini infatti non lo votò mai.